# Фонтанное преобразование
Фонтанное преобразование (от англ. font — шрифт) — подход к реализации задачи машинного распознавания образов.

## История
Данный подход был разработан российской компанией БИТ (BIT Software, ныне ABBYY) для решения задачи распознавания печатного текста и с успехом реализован в программе FineReader.

## Принцип
Алгоритм основан на сочетании шаблонного и структурного методов распознавания образов. При анализе образца выделяются ключевые точки объекта — так называемые «пятна».
В качестве пятен, например, могут выступать:
- концы линий;
- узлы, где сходятся несколько линий;
- места изломов линий;
- места пересечения линий;
- крайние точки.

После выделения «пятен» определяются связи между ними — отрезок, дуга. Таким образом, итоговое описание представляет собой граф, который и служит объектом поиска в библиотеке «структурно-пятенных эталонов».
При поиске устанавливается соответствие между ключевыми точками образца и эталона, после чего определяется степень деформации связей, необходимая для приведения искомого объекта к сравниваемому эталонному образцу. Меньшая степень необходимой деформации предполагает бо́льшую вероятность правильного распознавания символа.

## Методы улучшения результатов
В дальнейшем может выполняться дополнительная коррекция, позволяющая увеличить качество распознавания спорных символов (то есть символов, у которых есть несколько кандидатов с приблизительно одинаковой оценкой степени соответствия нескольким эталонам) на основе:
- анализа буквосочетаний, характерных для языка;
- словаря языка;
- грамматического анализа;
- и других методов.